# San Basilio de Palenque

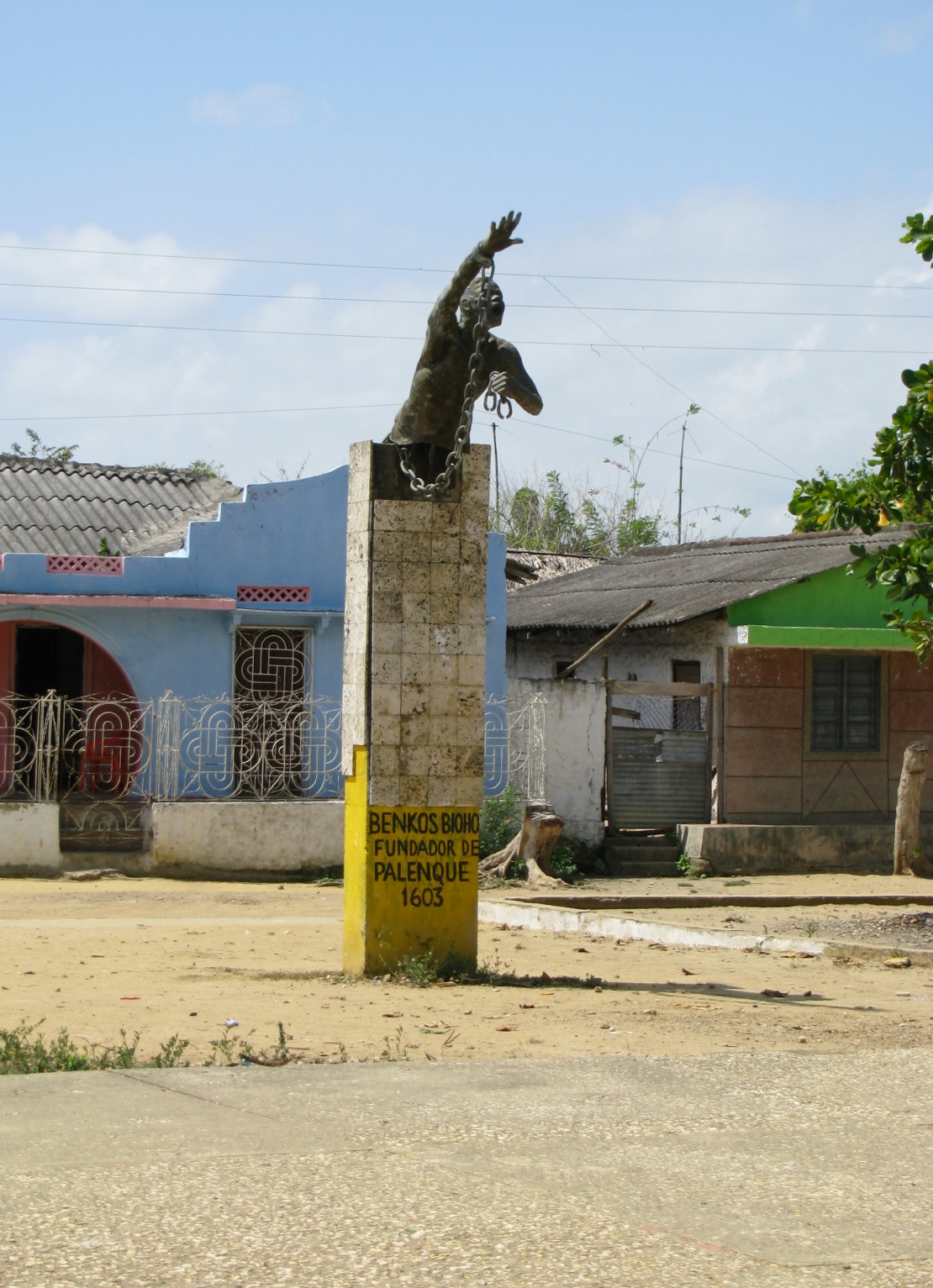
Statue von Benkos Bioho, des Gründers des Ortes, auf dem Hauptplatz in Palenque

San Basilio de Palenque ist ein zur Gemeinde Mahates gehörendes sogenanntes Palenque-Dorf im Departamento Bolívar im Norden von Kolumbien mit ca. 3.500 Einwohnern. Administrativ handelt es sich um ein corregimiento von Mahates.
Es wird für das erste freie Dorf in Südamerika gehalten. Palenque bezeichnet eine von entlaufenen Sklaven gegründete Siedlung. San Basilio de Palenque ist das einzige dieser Dörfer, das heute noch besteht. Seine Einwohner sind hauptsächlich Afrokolumbianer, welche Nachfahren der afrikanischen Sklaven sind. Wegen der isolierten Lage haben sich dort viele althergebrachte Bräuche und Traditionen bewahrt. Dies äußert sich in einer eigenen Musikkultur, zu der die nur hier vorkommende Zeremonialtrommel pechiche gehört, die zur Liedbegleitung bei Begräbnissen geschlagen wird. Eine bekannte Musikgruppe, die diese Tradition pflegt, ist Sexteto Tabalá. Auch Palenquero, die einzige spanischbasierte Kreolsprache in Lateinamerika, wird dort noch gesprochen.
2005 wurde der Kulturraum von San Basilio de Palenque von der UNESCO zum Meisterwerk des mündlichen und immateriellen Erbes der Menschheit erklärt und 2008 in die Repräsentative Liste des immateriellen Kulturerbes der Menschheit eingetragen.